# Publius Quinctilius Varus
Publius Quinctilius Varus, kortweg bekend als Varus (Cremona, 46 v.Chr. – Germania, 9 na Chr.), was een Romeinse generaal die diende onder Augustus. Hij is vooral bekend gebleven omdat hij drie legioenen verloor toen hij door Arminius in Germania werd aangevallen tijdens de Slag bij het Teutoburgerwoud.

## Familie
Varus stamde uit een familie van patriciërs, die echter vrij onbelangrijk was in het Rome van die tijd. Door zijn huwelijk met Claudia Pulchra, een achternicht van Augustus, kreeg zijn carrière een impuls. Zij kregen nog een zoon, Publius Quinctilius Varus Minor of kortweg Varus de Jongere (geboren 1/6 n.Chr. - overleden 27 n.Chr.).

## Vroege loopbaan
Hij was consul in Rome geweest in 12 v.Chr., samen met Tiberius (de latere keizer). Van 9 tot 8 v.Chr. had hij Africa (een Noord-Afrikaanse kustprovincie) bestuurd en in 7 of 6 v.Chr. was Varus proconsul van de nieuwste Romeinse provincie, Syria (Syrië), geworden. Hij stond bekend als een onbekwaam veldheer en een tiran, en hief naar verluidt zware belastingen. Cassius Dio schreef over hem: "Hij kwam [in Syrië] als een arm man in de rijkste provincie en vertrok als een rijk man uit de armste provincie". Toen de Judese vazalkoning Herodes de Grote in het voorjaar van 4 v.Chr. stierf, onderdrukte Varus met harde hand een volksopstand. Na verovering van Jeruzalem liet hij 2000 joden kruisigen, wat lijkt geleid te hebben tot een sterk anti-Romeins sentiment, waarvoor archeologisch bewijs voor gevonden is: juist in deze periode begon een joodse boycot van Romeins aardewerk (Terra sigillata). Varus keerde later terug naar Rome.

## Gouverneur van Germania
In 7 n.Chr. werd Varus benoemd tot proconsul (cf. gouverneur) en legatus pro praetore in Germania.
Augustus had de bedoeling om de Rijn als grens van het Romeinse rijk te kunnen vervangen door de rivier de Elbe. De zo geplande nieuwe grens, de Elbe-Donaugrens, zou veel korter zijn dan de Rijn-Donaugrens en dus gemakkelijker te verdedigen. Het nieuw veroverde gebied wilde hij op dezelfde manier tot een provincie inlijven als zijn voorganger, Gaius Julius Caesar, had gedaan met Gallië (het huidige Frankrijk, Noord-Zwitserland, het Rijnland, Luxemburg, België en Nederland bezuiden de grote rivieren). Dit was waarschijnlijk wel gelukt, ware het niet dat er in de stam der Cherusken een prins leefde onder de naam Arminius. Arminius was als huursoldaat samen met zijn broer opgenomen in het Romeinse leger en had zich dusdanig onderscheiden in moed dat hij het Romeins burgerrecht had gekregen, en zelfs tot Romeins ridder was benoemd. Toen hij na jaren dienst weer terugkeerde naar zijn stam (in de buurt van Hamburg), trof hij deze in erbarmelijke omstandigheden aan, omdat zijn stamgenoten door Varus zwaar werden onderdrukt.

### Slag bij het Teutoburgerwoud

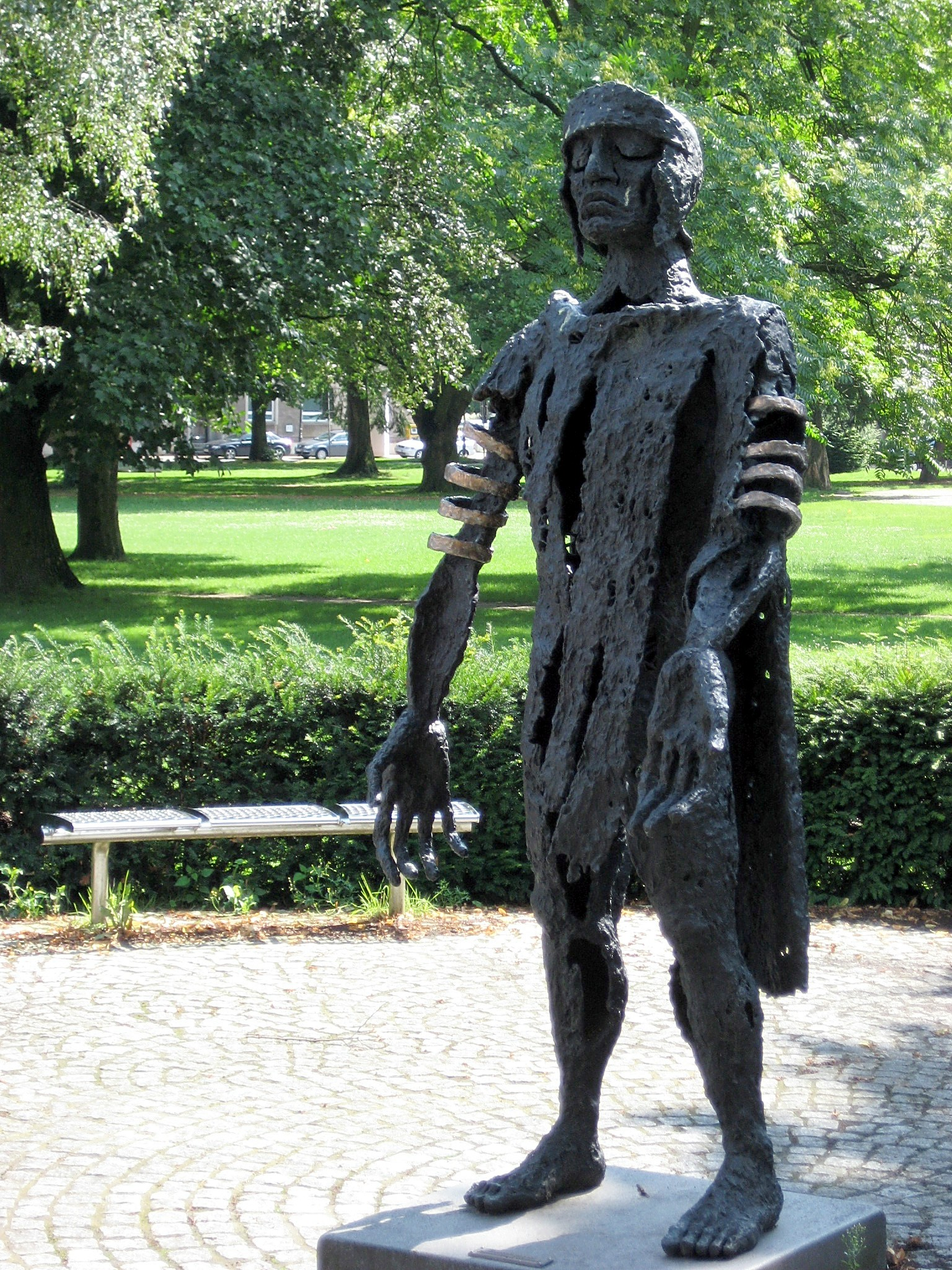
De verslagen Varus. Sculptuur van Wilfried Koch in Haltern.

In de winter van het jaar 9 na Chr. bedacht Arminius een list. Hij liet een zeer kleine stam een aanval uitvoeren op het Romeinse winterkwartier. Daarna staakten ze de aanval en smeekten om vrede. Ze gaven als reden voor de aanval op dat er een algemene opstand gaande was onder alle Germaanse stammen en dat ze daarom wel mee moesten doen omdat ze anders gestraft zouden worden door de machtigere stammen uit de buurt.
Varus geloofde dit verhaal meteen, omdat het hem onwaarschijnlijk leek dat zo'n kleine stam in zijn eentje een opstand zou beginnen. De aanvoerder van deze stam vertelde Varus tevens dat de Romeinse troepen in het naburige winterkwartier ook onder grote druk stonden en dat er geen mogelijkheden zouden zijn voor een Romeins ontzettingsleger om op tijd deze twee kwartieren te ontzetten. Daarom raadde hij Varus aan zijn troepen naar dit winterkwartier te voeren om gezamenlijk met deze andere legioenen de winter uit te zitten en te wachten op de zomer, wanneer er versterking kon komen.
Er ontstond hierop grote onenigheid in het Romeinse kamp. De ene groep doorzag de list van de Germanen en zei dat ze moesten blijven, omdat ze binnen de muren van het kamp veiliger waren dan wanneer ze door het onherbergzame Teutoburgerwoud zouden moeten trekken. Dit woud was zo moeilijk te doorkruisen dat het onmogelijk was om in slaglinie op te rukken. Maar Varus hield zijn poot stijf; hij geloofde de Germaan, en toen deze hem ook nog eens een vrije doortocht beloofde, nam hij de fatale beslissing op te breken, geheel volgens het plan van Arminius.
De drie legioenen van Varus, bestaande uit ongeveer 20.000 man plus het gevolg bestaande uit kooplieden, slaven, belastinginners en dergelijke, trokken in een lang uitgerekt lint het donkere woud in. Eenmaal diep in de bossen brak er plots een enorm noodweer los. Het was of dit het teken was waar Arminius op gewacht had. Opeens stormden zijn Germanen van alle kanten en in groten getale op de slecht beschermde colonne van de Romeinen af. De Romeinen waren, doordat ze in een zo uitgerekte linie waren opgesteld, kansloos, en na een lang gevecht werd een groot deel van hen in de pan gehakt. De volgende dag herhaalden de Germanen hun aanval en Varus, die inzag dat zijn situatie hopeloos was, wist geen andere uitweg meer en stortte zich in zijn zwaard. Dit is echter niet zeker, want er waren geen overlevenden van de slag die deze daad hebben kunnen navertellen.
De slachtpartij duurde nog twee dagen voort. De Romeinen die probeerden te vluchten, kwamen niet verder dan een moeras, waar ze tot op de laatste man werden afgeslacht. De Germanen die eindelijk hun wraak hadden, offerden de gevangengenomen Romeinen ter plaatse aan hun goden, en lieten alle lijken verder in het bos achter als stille getuigen van de zware tegenslag die het Romeinse leger had geleden. Ze namen de veldtekens mee en stuurden het hoofd van Varus op naar Rome.
De slag vond, volgens de jongste bevindingen, niet plaats op de plek die tegenwoordig het Teutoburger Woud wordt genoemd, maar noordelijker bij het gehucht Kalkriese bij Bramsche.

### De nachtmerrie van Augustus
Na zijn dood werd Varus de zondebok voor de verliezen die Augustus in Germania leed. Men zegt dat zelfs jaren na deze slag Augustus nog schreeuwend wakker werd, Vare, Vare, redde legiones (Varus Varus, geef me mijn legioenen terug!). Het was pas onder de regering van Tiberius dat er zich weer een legioen in het gebied van de Germanen waagde. Zij troffen, toen ze in het Teutonenwoud kwamen, daar nog de ontbonden lichamen aan van de drie verloren legioenen. Deze werden onder leiding van de Romeinse veldheer Gaius Julius Caesar Germanicus begraven. Verder wisten zij hun strijdmakkers eindelijk te wreken; na ongeveer zeven jaar werden de verloren legerstandaarden eindelijk weer teruggevoerd naar Rome.

## Sporen van Varus op Romeinse munten

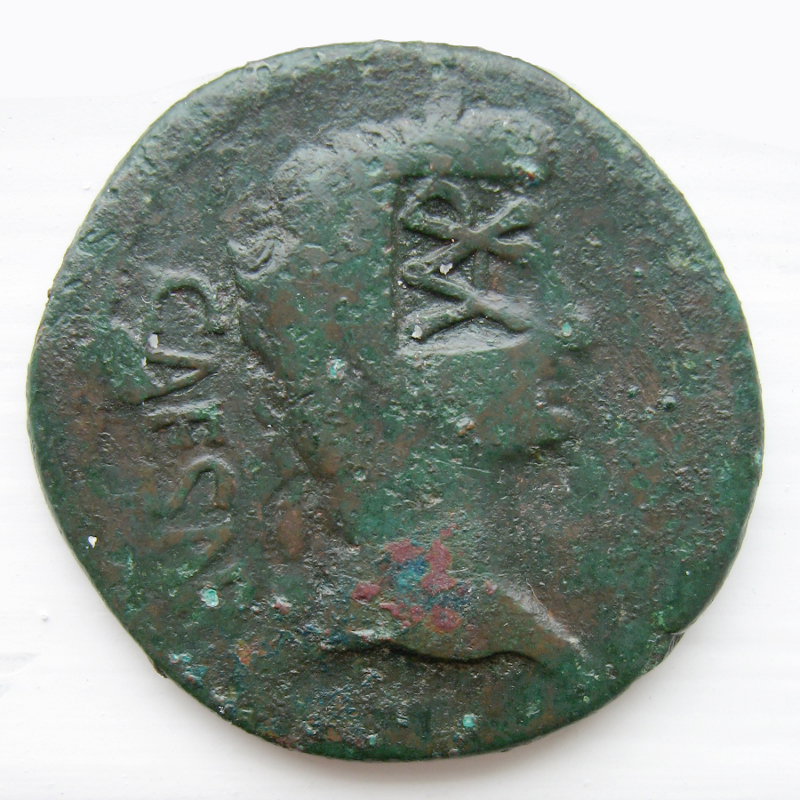
As Lugdunum I (RIC 230) met Varus' klop.

Er zijn sterke aanwijzingen dat het stempel VAR < (Varus) op asses (d.i. Romeinse munten) van Augustus en Tiberius voorkwam op soldij uitgekeerd aan soldaten in de buurt van Nijmegen en Tiel. Om precies te zijn, het Xe legioen op de heuvel bij Beek. Van Varus zijn ook enkele eigen munten bekend. Deze as van Augustus laat de "klop" van Varus zien, een vervlechting van de letters V, A en R. Voor zover bekend is dit tevens het oudste logo in het Latijnse alfabet.